# Konzeptfrage
Eine Konzeptfrage (auch als konzeptuelle Frage oder konzeptionelles Problem bezeichnet) ist im naturwissenschaftlichen, technischen, ingenieurwissenschaftlichen und mathematischen (MINT) Unterricht  eine Frage, die nur auf der Grundlage des Wissens über die relevanten Konzepte beantwortet werden kann, anstatt umfangreiche Berechnungen zu benötigen.

## Charakteristika
Konzeptfragen stehen im Gegensatz zu den meisten Hausaufgaben und Prüfungsaufgaben in den Natur- und Ingenieurwissenschaften, bei denen in der Regel Zahlenwerte in zuvor besprochene Formeln eingesetzt werden müssen. Solche „Einsetzaufgaben“ können oft korrekt gelöst werden, indem man einfach das Muster des Problems mit einem zuvor besprochenen Problem abgleicht und die numerischen Eingaben ändert. Das erfordert zwar einen erheblichen Zeitaufwand für die Berechnungen, aber das Verständnis dafür, wie die Konzepte und Formeln zusammenwirken sollten, wird nicht überprüft oder vertieft. Konzeptfragen stellen daher eine gute Ergänzung zu herkömmlichen Rechenaufgaben dar, da sie nur minimale oder gar keine Berechnungen erfordern. Stattdessen regen sie die Lernenden dazu an, sich eingehender mit den zugrunde liegenden Konzepten und deren Bezügen zu den Formeln zu beschäftigen.
Konzeptfragen sind oft qualitative Fragen. Dadurch erfüllen sie automatisch die obige Bedingung, keine umfangreichen Berechnungen zu benötigen.
Konzeptfragen werden oft als Multiple-Choice-Fragen formuliert, so dass sie leicht in Diskussionen im Unterricht eingesetzt werden können, insbesondere wenn dieser aktives Lernen in der Form von Peer Instruction mit Clickern verwirklicht. Die Verwendung  solcher Konzeptfragen wurde in der Physik von Eric Mazur populär gemacht, insbesondere in Form von Multiple-Choice-Tests, die Mazur ConcepTests nannte.

## Beispiele

### Beispiel 1
Eine Konzeptfrage im Kontext der Thermodynamik ist beispielsweise:
Während der isentropen Ausdehnung eines idealen Gases
1. steigt die Temperatur.
2. sinkt die Temperatur.
3. bleibt die Temperatur gleich.
4. Unmöglich zu sagen/bedarf weiterer Informationen

Diese Fragestellung erfüllt die obigen definierenden Kriterien einer Konzeptfrage. Zur Beantwortung sind keine umfangreichen Berechnungen nötig und sie kann alleine unter (qualitativer) Verwendung grundlegender Konzepte (hier der Thermodynamik) beantwortet werden: Die in der Aufgabenstellung genannte Volumenerhöhung ist einerseits isentrop, d. h. das Gas tauscht keine Wärme mit seiner Umgebung aus. Das alleine würde aufgrund des 1. Hauptsatzes der Thermodynamik zu keiner Änderung der inneren Energie des Gases führen. Durch die Volumenerhöhung verrichtet das Gas Arbeit an seiner Umgebung. Aufgrund des 1. Hauptsatzes muss die innere Energie also abnehmen und damit auch die Temperatur.
Die folgende Frage zum selben Sachverhalt wäre dagegen keine Konzeptfrage:
Um welchen Wert verändert sich die Temperatur eines 1-atomigen idealen Gases bei einer isentropen Ausdehnung?
Während die obige Frage nach der qualitativen Veränderung der Temperatur fragt, wird hier die konkrete Temperaturänderung gesucht. Dies erfordert Berechnungen.

### Beispiel 2
Eine Konzeptfrage im Bereich der Biologie ist beispielsweise:
Woher kommt das Material in einem Baum?
1. aus der Luft
2. aus dem Boden

Wiederum geht es hierbei um das fundamentale Verständnis von Photosynthese, nicht um Wissensabfragen wie zum Beispiel
Welche Wellenlänge ist zur Photosynthese am effektivsten?

## Sammlungen von Konzeptfragen
In den letzten Jahren wurden von Lehrenden mehrere Websites mit Sammlungen von Konzeptfragen für verschiedene Disziplinen erstellt. Einige Physikbücher enthalten ebenfalls viele Beispiele für Konzeptfragen.
Mehrere konzeptionelle Fragen können zu einem Konzeptinventar zusammengestellt werden, um das Arbeitswissen der Lernenden zu Beginn eines Kurses zu testen oder um die Verbesserung des konzeptionellen Verständnisses im Laufe des Kurses zu verfolgen.